# Kerry Godliman
Kerry Godliman is een Brits actrice en stand-upcomedian. Godliman studeerde aan het Rose Bruford College, een theaterschool.
Op BBC Radio 4 heeft ze een eigen radioprogramma. Op televisie speelde ze Hannah in de serie Derek. Eerder speelde ze in Men Only en Room to Rent. Ook acteerde ze in de Netflixserie After Life als Lisa, de vrouw van de hoofdpersoon Tony.
In het najaar van 2024 vertolkte ze de rol van Jane in de bioscoopfilm We Live in Time.

## Privé
Godliman is getrouwd met Ben Abell en heeft twee kinderen.